# Маковицкий, Душан Петрович
Душан Петрович Маковицкий (словац. Dušan Makovický; 10 декабря 1866, Ружомберок — 12 марта 1921, Ружомберок) — словацкий врач, писатель, переводчик, общественный деятель. Врач семьи Толстого и яснополянских крестьян.

## Биография
Родился 10 декабря 1866 года в городе Ружомбероке, в семье зажиточного коммерсанта и словацкого патриота. В 1869 году умирает его мать. Воспитывается в семье деда.
Окончил чешский университет в Праге.
В 1890 году заинтересовался мировоззрением Льва Толстого под влиянием «Крейцеровой сонаты», стал последователем Толстого, переводил его статьи и произведения, завязал с окружением Толстого переписку.
Впервые он оказался в Ясной Поляне в 1894 году. В Ясной Поляне он рассказывал Толстому об угнетении словаков, чехов и других славянских народов. Перевёл «Крейцерову сонату» на словацкий язык и опубликовал её в «Поучительной библиотеке». Издал словацкий перевод романа «Воскресение» (1900).
В 1910 году лично вывозил из России новейшие рукописи Толстого для их печатания Владимиром Чертковым в Англии в публикациях «Свободного слова». Город Жилина, где он работал врачом, стал местом остановки толстовцев и славистов, направляющихся из России на Запад и возвращающихся с Запада в Россию.
В середине ноября 1904 года Маковицкий получил вызов от Софьи Толстой, где содержалась просьба приехать в Ясную Поляну в качестве личного врача семьи Толстых. По приезде он сразу же включился в каждодневную жизнь и работу Льва Толстого. Принял участие в составлении «Круга чтения».
Вел очень строгий образ жизни: в трудах проходило все его время… Другим его делом, кроме медицинской помощи крестьянам, было ведение подробных записей всего того, что он видел и слышал в Ясной Поляне, — в первую очередь слов самого Толстого. Краткую запись Маковицкий выполнял прямо в правом кармане пиджака, карандашом на всегда находившихся там кусках плотной бумаги. Таким путём создавались обширнейшие «Яснополянские записки» Маковицкого, подробная летопись яснополянской жизни в жанре застольной беседы за 6 лет с 18 декабря 1904 года по 28 ноября 1910 год. Впрочем эти записки пришлось переводить с «душановского» языка (смеси русского и словацкого) на собственно русский — дело, выполненное по просьбе самого Маковицкого Н. Н. Гусевым. В то время он познакомился с Миланом Растиславом Штефяником, который посетил там Толстых.
Большое внимание Маковицкий уделял национально-освободительному движению западнославянских народов. С приходом Маковицкого Ясная Поляна стала трибуной словаков, чехов, поляков и других славян.
В октябре-ноябре 1910 года сопровождал Льва Толстого при его уходе из Ясной Поляны. Он ухаживал, забывая спать и есть, за больным Толстым в Астапове, присутствовал при его кончине.
После смерти Толстого Маковицкий остаётся в Ясной Поляне и по-прежнему лечит крестьян. В 1914 года он участвует в воззвании единомышленников Льва Толстого против войны, более года проводит в тюремном заключении, переживает с соучастниками своего «преступления» триумф оправдания в Московском военно-окружном суде.
В 1919 году заболел брюшным тифом.
Год спустя, со своей русской женой, на которой он женился в то время, уехал в родной Ружомберок.
12 марта 1921 года Маковицкий повесился в родном доме в Ружомбероке на почве ранее им перенесенных, истощивших его силы мучительных болезней и тяжелых личных переживаний.

## Труды
- Маковицкий, Душан Петрович. Яснополянские записки(1904—1910 годы). С портр. Л. Н. Толстого и Д. П. Маковицкого / Ред. Н. И. Гусев]. — Москва : [Задруга], 1922—1923.